# SOUL CAMP (ヒップホップ・フェスティバル)
SOUL CAMP（ソウル・キャンプ）は、2015年より毎年日本で開催されている大型ヒップホップ・フェスティバル。海外から往年の大物アーティストを多数招いている。企画・運営はMTV。

## SOUL CAMP 2015
会場：LIVEエリア - 豊洲PIT、DJエリア - MAGIC BEACH、バーベキューエリア - WILD MAGIC「LOVE KINGDOM」
- 2015年9月22日（火曜・祝日）
  - LIVEエリア：COMMON、BIZ MARKIE、TALIB KWELI、DJ JAZZY JEFF & Dayne Jordan
当初出演予定だったYASIIN BEY（MOS DEF）は急遽来日をキャンセル。その穴を埋めたのが、DJ JAZZY JEFFとDayne Jordanのコンビ。
  - DJエリア：DJ JAZZY JEFF、DJ HASEBE、KASHI DA HANDSOME、DJ MARTIN（Wu-World Radio）、DJ MASTERKEY、DJ MINOYAMA、DJ TAIKI、DJ YANATAKE
- 2015年9月23日（水曜・祝日）
  - LIVEエリア：LAURYN HILL、LORD FINESSE、THE BEATNUTS、TALIB KWELI
当初出演予定だったBLACK STARのステージは、メンバーのYASIIN BEY（MOS DEF）が急遽来日をキャンセルしたことで中止。そのためBLACK STARが出演するはずだった時間は、もう一人のメンバーであるTALIB KWELIが前日と同じくソロステージを務めた。
  - DJエリア：BIZ MARKIE、DAISUKE KURODA（kickin）、DJ JIN（RHYMESTER）、DJ KENTA（ZZ PRODUCTION）、DJ LEAD（HOT97 / The Heavy Hitters）、DJ MITSU THE BEATS（GAGLE / Jazzy Sport）、DJ SWING、DJ WATARAI

## SOUL CAMP 2016
会場：横浜赤レンガ倉庫野外特設ステージ
- 2016年9月18日（日曜。1日のみの開催）
- LIVEエリア：MACKLEMORE & RYAN LEWIS、JILL SCOTT、NELLY、JUNGLE BROTHERS
- DJエリア：DJ PREMIER、ALI SHAHEED MUHAMMAD（A TRIBE CALLED QUEST）、PETE ROCK、DJ YANATAKE（前座DJ）

## SOUL CAMP 2017
会場：LIVEエリア - 豊洲PIT、DJエリア - MIFA Football Park
- 2017年10月7日（土曜）
  - LIVEエリア：ERYKAH BADU、ROY AYERS、BRAND NUBIAN、SHOWBIZ & A.G.
  - DJエリア：DJ SPINNA、DJ DIRTYKRATES a.k.a. ZEEBRA、DJ 8MAN、DJ YANATAKE、SHIHO WATANABE、DJ TY-KOH、DJ CELORY、DJ ATSU、MC BULL
- 2017年10月8日（日曜）
  - LIVEエリア：DE LA SOUL、BIG DADDY KANE & KOOL G RAP、FAITH EVANS、BLACK SHEEP
  - DJエリア：KNXWLEDGE、DJ HASEBE、DJ YANATAKE、DJ MURO、DJ WATARAI、DJ HAZIME、DJ KANGO

## SOUL CAMP 2018 at ISETAN
会場：伊勢丹新宿店本館6階 催物場。 この年のみ入場無料。その代わりLIVEは無く、DJプレイだけのステージとなった。
- 2018年9月12日（水曜）
  - DJ：BUDAMUNK
  - LIVE PAINTING：西山茉希、Hirotton、LY、ESOW、YOHAKU、NOVOL
- 2018年9月15日（土曜）
  - DJ：MURO、DJ KOCO a.k.a. SHIMOKITA、DJ SARASA、DJ NOBU a.k.a. BOMBRUSH!、DJ IZOH、DJ MITSU THE BEATS
  - LIVE PAINTING：上岡拓也、Hideyuki Katsumata、TM Paint
- 2018年9月16日（日曜）
  - DJ：DJ HASEBE、DJ KOMORI、DJ YANATAKE、Mr.BEATS a.k.a DJ CELORY、DJ HAZIME、DJ WATARAI、BULL

## SOUL CAMP 2019
会場：豊洲PIT
- 10月13日（日曜）
  - LIVEエリア：RBRM（BOBBY BROWN、BELL BIV DEVOE）、Wreckx-N-Effect
当初出演予定だったAL B. SURE!は、スケジュールの都合で9月25日にキャンセル。代わりにKARYN WHITEに差し替えられた。しかしその後、KARYN WHITE、Wreckx-N-Effectのアキル・ダヴィッドソンは、令和元年東日本台風（台風19号）の影響による搭乗便の欠航で来日が出来ず、出演をキャンセル。Wreckx-N-Effectはマーケル・ライリーのみで出演した。
  - LIVEエリアの前座DJ：DJ YANATAKE、DJ SCRATCH & DJ KOCO a.k.a. SHIMOKITA
  - DJエリア：DJ U-YA、DJ KOPERO、DJ SELECT、DJ YAZ、DJ K.DA.B、DJ KEKKE、DJ CHIN-NEN
当初出演予定だったDJ YANATAKEは、LIVEエリアの前座DJに変更されたため出演中止。
  - DJエリアのMC：YOU-KID
- 10月14日（月曜・祝日）
  - LIVEエリア：KENNY "BABYFACE" EDMONDS、IO（KANDYTOWN）
当初出演予定だったSWV、MUSIQ SOULCHILDは、令和元年東日本台風の影響による搭乗便の欠航で来日が出来ず、出演をキャンセルした。
  - LIVEエリアの前座DJ：DJ WATARAI、DJ KEN-BO、DJ HAZIME
  - DJエリア：DJ YANATAKE、DJ TIGU、DJ YABLOVE、DJ ATSU、MR. BEATS a.k.a DJ CELORY、DJ KENZI a.k.a BLACKBEATZ
当初出演予定だったDJ WATARAI、DJ KEN-BO、DJ HAZIMEは、LIVEエリアの前座DJに変更されたため出演中止。代わりにDJ KENZI a.k.a BLACKBEATZが追加された。
  - DJエリアのMC：BULL